# Торхани (Цівільський район)
Торха́ни (рос. Торханы, чув. Турхан) — присілок у складі Цівільського району Чувашії, Росія. Входить до складу Чурачицького сільського поселення.
Населення — 57 осіб (2010; 74 у 2002).
Національний склад:
- чуваші — 100 %